# Jens Odgaard
Jens Odgaard (Hillerød, 31 marzo 1999) è un calciatore danese, attaccante del Bologna.

## Caratteristiche tecniche
Centravanti molto fisico, ambidestro e abile tecnicamente, è dotato di un ottimo senso della posizione e di un buon fiuto del gol. È bravo nel gioco aereo e nella difesa della palla; per le sue caratteristiche è stato paragonato al connazionale Nicklas Bendtner e a Edin Džeko.

## Carriera

### Club

#### Lyngby e Inter
Cresciuto nel settore giovanile del Lyngby, ha debuttato in prima squadra il 28 ottobre 2015, all'età di 16 anni, disputando l'incontro perso 2-1 contro l'Aalborg ed andando subito a segno.
Debutta anche in campionato giocando il match di seconda divisione vinto 2-0 contro il Næstved ed al termine della stagione guadagna la promozione in Superligaen.
Nell'estate 2016 prolunga il suo contratto con il club danese e viene definitivamente promosso in prima squadra. Il 24 luglio seguente diventa il più giovane giocatore del Lyngby a debuttare in Superligaen. In campionato realizza 13 reti in 26 partite.
Il 5 luglio 2017 viene acquistato dall'Inter, con cui firma un quadriennale con la squadra nerazzurra che paga il suo cartellino ben 5 milioni. Subito inserito nella formazione Primavera, con il club milanese vince la Supercoppa, il Torneo di Viareggio e lo scudetto.

#### Sassuolo e anni in prestito
Il 29 giugno 2018 viene ceduto a titolo definitivo al Sassuolo per 5 milioni di euro con opzione di riacquisto a favore del club nerazzurro, nell'ambito dell'operazione che ha portato Matteo Politano a Milano. Il 24 febbraio 2019 esordisce in Serie A, nel pareggio ottenuto contro la SPAL.
Il 22 giugno seguente passa in prestito all'Heerenveen; in Olanda mette insieme 27 presenze e 7 gol in tutto.
Il 2 ottobre 2020 viene ceduto nuovamente in prestito, questa volta al Lugano.
Dopo sei partite senza aver realizzato alcun goal in Svizzera, il 22 gennaio 2021 viene ufficializzato il prestito al Pescara, dove segna un gol in 19 apparizioni.

#### AZ Alkmaar
Il 24 luglio dello stesso anno torna in Olanda, sempre in prestito ma questa volta all’RKC Waalwijk con cui mette insieme 33 presenze, 11 gol e 6 assist in tutto. Il 24 giugno 2022 il Sassuolo lo cede per circa 4 milioni di euro all’AZ Alkmaar, altro club olandese, con cui firma un contratto quinquennale. Nella sua prima stagione ad Alkmaar va in doppia cifra tra campionato e coppe; in tutto in un anno e mezzo colleziona 71 presenze e 14 gol.

#### Bologna
Il 1º febbraio 2024 firma per il Bologna, facendo così nuovamente ritorno in Italia. Va subito in gol all'esordio, l'11 febbraio, siglando il definitivo 4-0 contro il Lecce. Il 14 febbraio seguente segna il gol del definitivo 2-0 contro la Fiorentina. Il successivo 15 maggio viene riscattato ufficialmente dal Bologna per 3,5 milioni di euro.
Il 22 ottobre 2024 esordisce con i felsinei in UEFA Champions League nella sconfitta per 2-0 in casa dell'Aston Villa, sostituendo nell'intervallo Riccardo Orsolini. 

## Statistiche

### Presenze e reti nei club
Statistiche aggiornate al 15 maggio 2025.
| Stagione          | Squadra           | Campionato        | Campionato | Campionato | Coppe nazionali | Coppe nazionali | Coppe nazionali | Coppe europee | Coppe europee | Coppe europee | Altre coppe | Altre coppe | Altre coppe | Totale | Totale |
| Stagione          | Squadra           | Comp              | Pres       | Reti       | Comp            | Pres            | Reti            | Comp          | Pres          | Reti          | Comp        | Pres        | Reti        | Pres   | Reti   |
| ----------------- | ----------------- | ----------------- | ---------- | ---------- | --------------- | --------------- | --------------- | ------------- | ------------- | ------------- | ----------- | ----------- | ----------- | ------ | ------ |
| 2015-2016         | Lyngby            | 2.D               | 2          | 0          | CD              | 1               | 1               | -             | -             | -             | -           | -           | -           | 3      | 1      |
| 2016-2017         | Lyngby            | 1.D               | 26         | 13         | CD              | 1               | 1               | -             | -             | -             | -           | -           | -           | 27     | 14     |
| 2017-2018         | Inter             | A                 | 0          | 0          | CI              | 0               | 0               | -             | -             | -             | -           | -           | -           | 0      | 0      |
| 2018-2019         | Sassuolo          | A                 | 1          | 0          | CI              | 0               | 0               | -             | -             | -             | -           | -           | -           | 1      | 0      |
| 2019-2020         | Heerenveen        | E                 | 24         | 7          | CO              | 3               | 0               | -             | -             | -             | -           | -           | -           | 27     | 7      |
| 2020- gen. 2021   | Lugano            | ASL               | 6          | 0          |                 | -               | -               | -             | -             | -             | -           | -           | -           | 6      | 0      |
| gen - giu 2021    | Pescara           | B                 | 19         | 1          | CI              | 0               | 0               | -             | -             | -             | -           | -           | -           | 19     | 1      |
| 2021-2022         | RKC Waalwijk      | E                 | 30         | 8          | CO              | 3               | 3               |               | -             | -             |             | -           | -           | 33     | 11     |
| 2022-2023         | AZ Alkmaar        | E                 | 29         | 9          | CO              | 2               | 1               | UECL          | 14            | 2             | -           | -           | -           | 45     | 12     |
| 2023- gen. 2024   | AZ Alkmaar        | E                 | 17         | 1          | CO              | 2               | 1               | UECL          | 7             | 0             | -           | -           | -           | 26     | 2      |
| Totale AZ Alkmaar | Totale AZ Alkmaar | Totale AZ Alkmaar | 46         | 10         |                 | 4               | 2               |               | 21            | 2             |             | -           | -           | 71     | 14     |
| gen.-giu. 2024    | Bologna           | A                 | 10         | 2          | CI              | -               | -               | -             | -             | -             | -           | -           | -           | 10     | 2      |
| 2024-2025         | Bologna           | A                 | 29         | 6          | CI              | 3               | 0               | UCL           | 5             | 0             | -           | -           | -           | 37     | 6      |
| 2025-2026         | Bologna           | A                 | -          | -          | CI              | -               | -               | UEL           | -             | -             | SI          | -           | -           | -      | -      |
| Totale Bologna    | Totale Bologna    | Totale Bologna    | 39         | 8          |                 | 3               | 0               |               | 5             | 0             |             | -           | -           | 47     | 8      |
| Totale carriera   | Totale carriera   | Totale carriera   | 193        | 47         |                 | 15              | 7               |               | 26            | 2             |             | -           | -           | 234    | 56     |

## Palmarès

### Club

#### Competizioni giovanili
- Supercoppa Primavera: 1

Inter: 2017
- Campionato Primavera: 1

Inter: 2017-2018
- Torneo di Viareggio: 1

Inter: 2018

#### Competizioni nazionali
- 1. Division: 1

Lyngby: 2015-2016
- Coppa Italia: 1

Bologna: 2024-2025